# Вішак
«Вішак» («Wishak») — український виробник пластмасових виробів, заснований у 2004 році. Найбільший виробник вішаків та чохлів для одягу в Україні. Виробничі потужності розміщені у місті Хмельницькому.

## Історія
Компанія була заснована підприємцем Богданом Українцем у 2004 році в місті Хмельницький під назвою ТОВ «Пласт-системи».
У 2005 році був відкритий цех із виготовлення пластмасових виробів. У 2006 році розпочалося виготовлення вішаків. У 2007 році фірма розширила спектр матеріалів для виробництва. Обладнання було пристосоване до використання поліпропілену, поліетилену, полістиролу, поліацетату та ABS. У 2009 році асортимент продукції склав понад 400 одиниць, включаючи вироби із металу та деревини. У 2010 році компанія запустила найбільшу лінію із виробництва вішаків в Україні, яка виготовляє 260 тисяч вішаків на добу, станом на 2020 рік.
У 2016 році була зареєстрована ТМ Wishak.
У 2017 році експорт вішаків розпочався до Польщі, Чехії, Латвії, Литви, Естонії та Молдови.
Станом на 2020 рік компанія виробляє понад 200 конфігурацій вішаків та близько 1000 товарів господарського призначення із пластику, включаючи різноманітні аксесуари для гардероба, швейну фурнітуру, чохли для одягу тощо. Продукція фірми представлена у 7000 торгових точках.